# Les Jumeaux (film)
Pour les articles homonymes, voir Les Jumeaux et Jumeau (homonymie).
Pour plus de détails, voir Fiche technique et Distribution.
Les Jumeaux (Близнецы, Bliznetsy) est un film soviétique réalisé par Konstantin Youdine, sorti en 1945,.

## Fiche technique
- Photographie : A. Tarasov
- Musique : Oskar Sandler
- Décors : Ivan Stepanov, M. Jukova
- Montage : Anna Kulganek